# Schwarzmund-Grundel
Die Schwarzmund-Grundel (Neogobius melanostomus, Syn.: Apollonia melanostomus), ugs. auch Schwarzmaul-Grundel sowie nach ihrer Herkunft auch Schwarzmeer-Grundel genannt, ist ein kleiner, europäischer Brack- und Süßwasserfisch. Ursprünglich in den südosteuropäischen Brackwassergebieten von Schwarzem und Asowschem Meer beheimatet, erlangte die Schwarzmund-Grundel Bekanntheit wegen ihrer explosionsartigen Ausbreitung als Neozoon in Gewässern, in denen sie nicht heimisch ist, namentlich die nordamerikanischen Großen Seen und zahlreiche Gewässer Mittel- und Osteuropas, darunter die Brackwasserbereiche von Nord- und Ostsee sowie die Flusssysteme von Rhein, Elbe, Donau und weiteren Strömen. Hauptsächlich gelangte sie als blinder Passagier in den Ballasttanks großer Frachtschiffe in diese neuen Lebensräume. Aufgrund ihrer massiven Vermehrung in neu besiedelten Gewässern, in denen sie häufig innerhalb kurzer Zeit zur zahlenmäßig dominanten Fischart wird, gilt sie als eines der bedeutsamsten Fisch-Neozoen weltweit, ihr Ausbreitungsverhalten wird intensiv beforscht.

## Name
Der deutsche Trivialname Schwarzmund-Grundel leitet sich, ebenso wie zahlreiche Entsprechungen in anderen europäischen Sprachen (z. B. niederländisch Zwartbekgrondel, schwedisch Svartmunnad smörbult) vom wissenschaftlichen Artnamen melanostomus ab, der ebenfalls „schwarzer Mund“ bedeutet.
In ihrer russischsprachigen Ursprungsheimat hingegen ist sie aufgrund ihrer Körperform als Bytschok-krugljak (russisch Бычок-кругляк) bzw. „runde Grundel“ bekannt, dem auch ihr englischer Name Round Goby entspricht.

## Merkmale

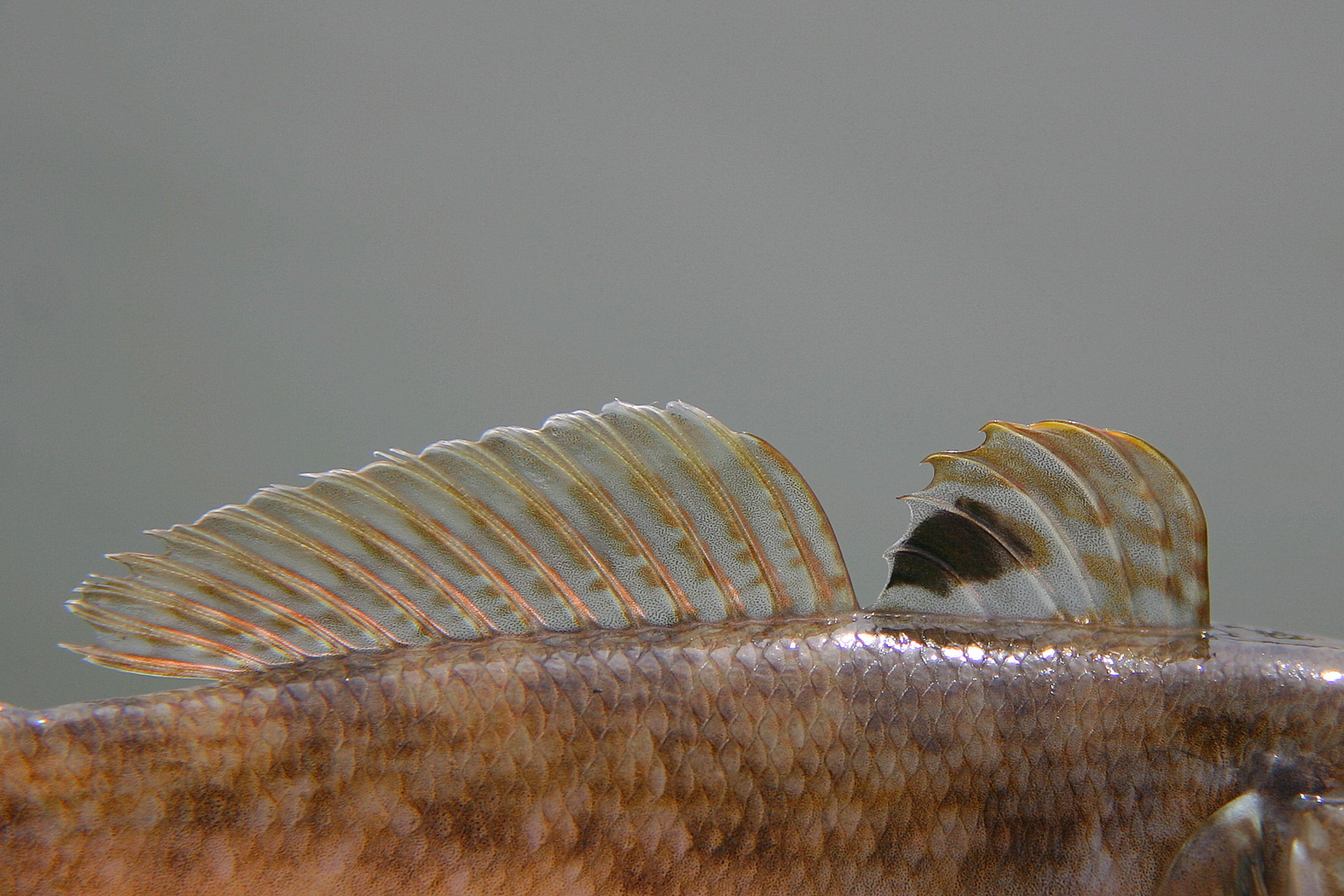
Rückenflossen mit auffälligem Augenfleck auf der vorderen Rückenflosse

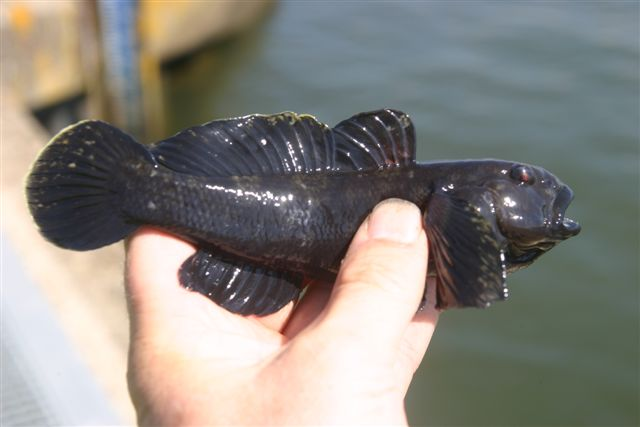
Männchen zur Paarungszeit mit tiefschwarzer Färbung

Die Schwarzmund-Grundel ist von langgestrecktem Körperbau, im Querschnitt größtenteils rund, zur Schwanzflosse hin seitlich abgeflacht. Der Kopf ist im Profil rundlich mit tiefliegendem, aber dennoch endständigem Maul und oben auf dem Kopf sitzenden, leicht aus dem Schädelprofil herausragenden, „Glubschaugen“. Sie verfügt über zwei Rückenflossen, die vordere bestehend aus 5 bis 8 Hartstrahlen, die langgestreckte hintere aus einem Hartstrahl und 12–17 Weichstrahlen. Die Afterflosse ist von ähnlicher Länge und Größe wie die gegenüberliegende hintere Rückenflosse und besteht aus einem Hartstrahl und 9–15 Weichstrahlen. Die symmetrische Schwanzflosse ist abgerundet. Die Bauchflossen sind, wie bei Grundeln üblich, zu einer einzelnen, saugnapfartigen Scheibe verschmolzen.
In Ausnahmefällen können Schwarzmund-Grundeln bis zu 6 Jahren alt werden, üblicher ist jedoch eine Lebensdauer von 3 bis 4 Jahren. Männchen sterben häufig bereits nach ihrer ersten Brutsaison, während Weibchen auch im adulten Zustand in der Regel noch mehrere Jahre leben. Die durchschnittliche Gesamtlänge (Kopfspitze bis Schwanzspitze) adulter Tiere liegt bei rund 15 cm, alte Tiere können aber Körperlängen von über 20 cm erreichen. Die Größe ist abhängig vom Lebensraum, so wurde bei 3-jährigen Männchen im Brackwasser des südlichen Schwarzen Meeres eine Durchschnittsgröße von rund 16 cm gemessen, was in etwa dem Doppelten der Größe ihrer gleichaltrigen Geschlechtsgenossen im amerikanischen Huronsee (rund 8 cm) entspricht.
Die Schwarzmund-Grundel ist insgesamt von unauffälliger Färbung mit Oberseite, Flanken und Kopf häufig in tarnendem Muster verschiedener bräunlicher Farbtöne. Die Unterseite dagegen ist gänzlich weiß. Entlang der Seitenlinie zieht sich eine Reihe horizontaler, länglicher Flecken, die den Eindruck einer regelmäßig unterbrochenen Linie ergeben. Auf der vorderen Rückenflosse befindet sich ein auffälliger Augenfleck. Unterhalb der Augen hat sie ebenfalls eine charakteristische Strichzeichnung.
In der Brutzeit von April bis September nehmen die männlichen Schwarzmund-Grundeln eine äußerst dunkle, annähernd tiefschwarze Färbung an.

## Systematik
Nächste Verwandte der Schwarzmund-Grundel sind die Flussgrundel (Neogobius fluviatilis) und Neogobius caspius. Diese drei Arten bilden zusammen die Gattung Neogobius. Schwestergruppe dieser Gattung sind die Benthophilini mit 5 Arten. Diesen insgesamt 8 Arten wiederum stehen die 16 Arten der Ponticolini gegenüber, gemeinsam bilden alle die Unterfamilie Benthophilinae innerhalb der Familie der Grundeln (Gobiidae).
|  | \| \| Schwarzmund-Grundel (Neogobius melanostomus) \| \| \| \| \| \| Flussgrundel (N. fluviatilis) \| \| \| \| |
|  | |
|  | N. caspius |
|  | |
|  | Schwarzmund-Grundel (Neogobius melanostomus)                                                                   |
|  | |
|  | Flussgrundel (N. fluviatilis)                                                                                  |
|  | |

|  | Schwarzmund-Grundel (Neogobius melanostomus) |
|  |                                              |
|  | Flussgrundel (N. fluviatilis)                |
|  |                                              |

|  | \| \| Schwarzmund-Grundel (Neogobius melanostomus) \| \| \| \| \| \| Flussgrundel (N. fluviatilis) \| \| \| \| |
|  | |
|  | N. caspius |
|  | |
|  | Schwarzmund-Grundel (Neogobius melanostomus)                                                                   |
|  | |
|  | Flussgrundel (N. fluviatilis)                                                                                  |
|  | |

|  | Schwarzmund-Grundel (Neogobius melanostomus) |
|  |                                              |
|  | Flussgrundel (N. fluviatilis)                |
|  |                                              |

|  | \| \| Schwarzmund-Grundel (Neogobius melanostomus) \| \| \| \| \| \| Flussgrundel (N. fluviatilis) \| \| \| \| |
|  | |
|  | N. caspius |
|  | |
|  | Schwarzmund-Grundel (Neogobius melanostomus)                                                                   |
|  | |
|  | Flussgrundel (N. fluviatilis)                                                                                  |
|  | |

|  | Schwarzmund-Grundel (Neogobius melanostomus) |
|  |                                              |
|  | Flussgrundel (N. fluviatilis)                |
|  |                                              |

|  | \| \| Schwarzmund-Grundel (Neogobius melanostomus) \| \| \| \| \| \| Flussgrundel (N. fluviatilis) \| \| \| \| |
|  | |
|  | N. caspius |
|  | |
|  | Schwarzmund-Grundel (Neogobius melanostomus)                                                                   |
|  | |
|  | Flussgrundel (N. fluviatilis)                                                                                  |
|  | |

|  | Schwarzmund-Grundel (Neogobius melanostomus) |
|  |                                              |
|  | Flussgrundel (N. fluviatilis)                |
|  |                                              |

Eine andere Arbeit, die die Phylogenie der gesamten Gobiidae behandelt hat diese Ergebnisse im Kern bestätigt, wobei allerdings anstelle der Benthophilini die Ponticolini als direkte Schwestergruppe ausgewiesen wurden. Das Verhältnis der drei nahe verwandten Triben Neogobiini, Benthophilini und Ponticolini ist damit zunächst ungeklärt.

## Verbreitung

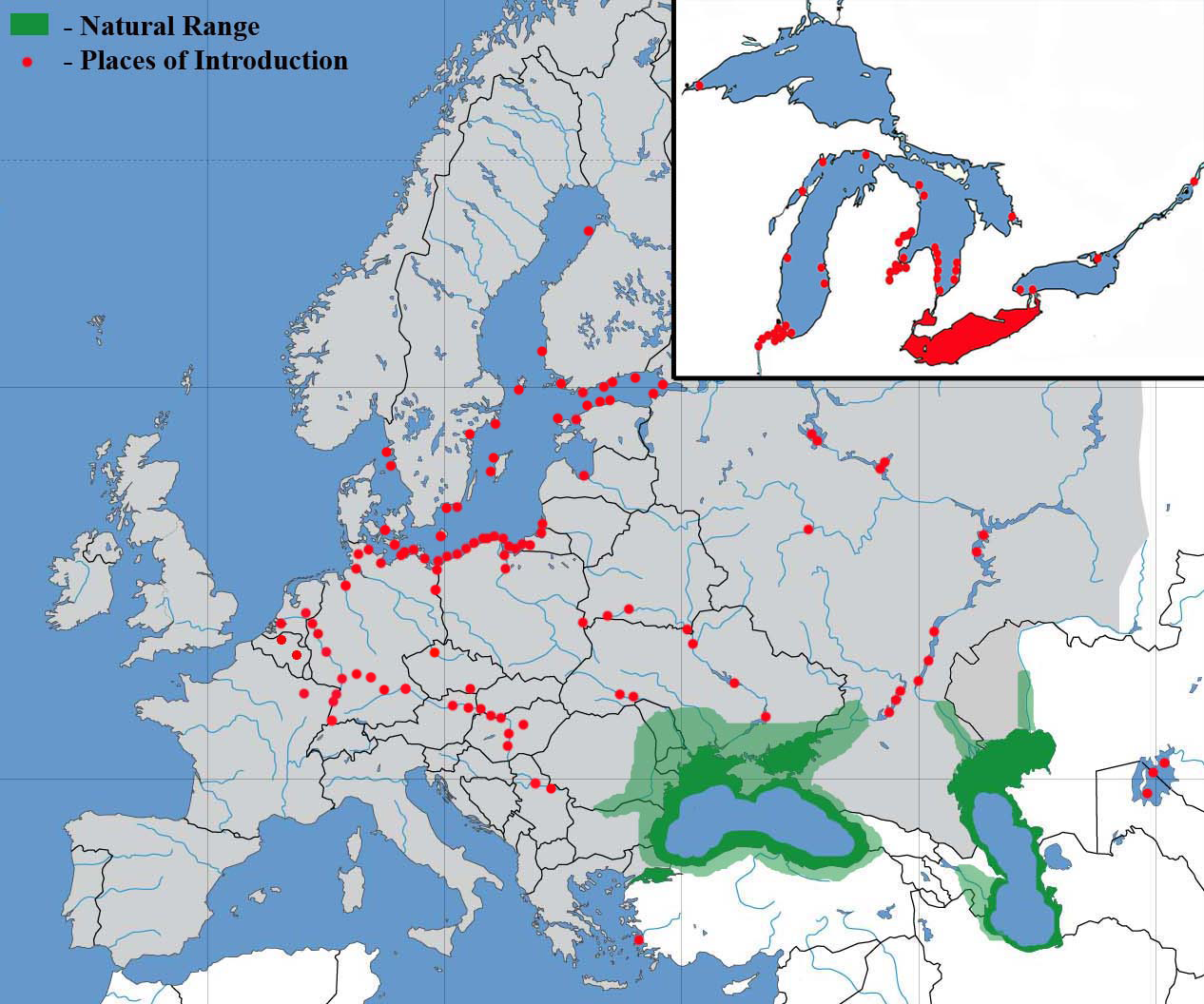
Verbreitungsgebiet (grün) und Ausbreitungsgebiet (rot)

Die Schwarzmund-Grundel entstammt ursprünglich den küstennahen Brackwasserzonen der als Pontokaspis bezeichneten Region mit den Binnenmeeren Schwarzes Meer, Asowsches Meer und mit der Unterart Neogobius melanostomus affinis an der westlichen Küste des Kaspischen Meeres. Außerdem bewohnt sie die unteren Läufe der Flüsse, die in diese Meere münden.

### Ausbreitung als invasive Art
Die Schwarzmund-Grundel ist neben der Kessler-Grundel, der Marmorierten Grundel, der Flussgrundel und der Nackthalsgrundel eine der pontokaspischen Grundelarten, die sich in den vergangenen Jahrzehnten mit erstaunlicher Schnelligkeit über ihr ursprüngliches Verbreitungsgebiet hinaus in zahlreichen Gewässersystemen Europas und teilweise sogar in Nordamerika ausgebreitet haben. Einmal etabliert, vermehren sich die Grundelpopulationen mitunter extrem stark und werden innerhalb weniger Jahre zur zahlenmäßig dominanten Fischart der befallenen Gewässer, sie werden daher vielerorts als Plage wahrgenommen. Alle fünf invasiven Grundelarten zusammen werden im deutschsprachigen Raum gelegentlich als Schwarzmeergrundeln zusammengefasst. Diese Herkunftsbezeichnung darf nicht als biologisches Taxon missverstanden werden, da die fünf Arten innerhalb der Familie der Grundeln (Gobiidae) aus vier unterschiedlichen Gattungen stammen.
Eine maßgebliche Verbreitungsart der Schwarzmund-Grundel verläuft mittels des Ballastwassers von Frachtschiffen. Während adulte Tiere hauptsächlich am Gewässergrund leben, steigen Jungtiere nachts an die Wasseroberfläche, um Zooplankton zu fressen. Hier nehmen die Frachtschiffe sie unbeabsichtigt auf. Dies untermauern parasitologische Untersuchungen, da die verschleppten Schwarzmund-Grundel-Populationen in sehr viel geringerem Ausmaß von Parasiten befallen sind als die ursprünglichen Populationen im Pontokaspis. Je jünger die Tiere sind, umso geringer der Befall mit Parasiten. Wären adulte Tiere im Ballastwasser verschleppt worden, so hätten sie mit großer Wahrscheinlichkeit Parasiten in höherer Zahl mitgebracht.

#### Nordamerikanische Große Seen
Im Ballastwasser von Schiffen wurde die Schwarzmund-Grundel in die nordamerikanischen Großen Seen eingeschleppt, wo sie sich stark ausgebreitet hat. Der Erstnachweis im Ökosystem der Großen Seen erfolgte 1990 im St. Clair River an der US-kanadischen Grenze. In den folgenden 10 Jahren breitete sie sich nahezu im gesamten Gewässersystem aus. Am stärksten betroffen ist der Eriesee, der südlichste der Großen Seen. Im nördlichen Oberen See dagegen hat sich die Schwarzmund-Grundel nur fragmentiert in einigen Zuflüssen und Häfenbecken etablieren können, was auf ihre Bevorzugung wärmerer Habitate zurückzuführen ist.
Über den Illinois and Michigan Canal konnte sie weit in den Illinois River und somit auch ins Gewässersystem des südwärts fließenden Mississippi vordringen.
Verstärkt wurde die Ausbreitung durch Angler, die die Schwarzmund-Grundel in einem bereits befallenen Gewässer fingen und anschließend in einem anderen als Köderfisch benutzten. Entkommene oder nach dem Angeln freigelassene Lebendexemplare wurden dadurch unbeabsichtigt verbreitet. Auf diese Weise wurde die Art inzwischen unter anderem in die kanadischen Seen Lake Simcoe und Rice Lake sowie die Flüsse Shiawassee River und Flint River verschleppt.
Die Wandermuschel stammt ebenfalls aus dem Brackwasser des Pontokaspis und gelangte auf selbem Wege wie die Schwarzmund-Grundel (als blinder Passagier in Frachtschiffen) in die Großen Seen, wo sie sich bereits in den 1980er-Jahren invasiv ausbreitete. Die zeitlich spätere Ausbreitung der Schwarzmund-Grundel wurde als Beleg für den Invasional-Meltdown-Effekt gesehen, demzufolge die vorangehende Ausbreitung eines Neozoons (der Wandermuschel) die nachfolgende Ausbreitung weiterer Neozoen (z. B. der Schwarzmund-Grundel) nach sich zieht, welche ihren „Vorgänger“ als Nahrungsquelle benötigen, um selbst Fuß in einem neuen Lebensraum zu fassen, so dass sich das Artenspektrum im neuen Lebensraum immer stärker dem Herkunftslebensraum angleicht, während die ursprünglichen Arten nach und nach verdrängt werden. Diese These gilt jedoch – zumindest in Bezug auf Wandermuschel und Schwarzmund-Grundel – inzwischen als widerlegt, da die Wandermuschel nur einen relativ geringen Teil des Speiseplans der Schwarzmund-Grundel ausmacht und letztere auch in Gewässern ohne Wandermuscheln (oder physiologisch ähnliche Muschelarten) überleben kann und sich in Wahrheit bevorzugt von weichen Wirbellosen wie Flohkrebsen und Insektenlarven ernährt. In den Gewässern Europas etablierte sich die Schwarzmund-Grundel ohne vorangehende Ausbreitung der Wandermuschel.

#### Gewässer Europas
Im Ballastwasser von Schiffen und auch auf natürlichem Wege konnte die Schwarzmund-Grundel sich mittlerweile auch bis an die Nord- und Ostsee ausbreiten und besiedelt als Neozoon zahlreiche europäische Gewässer, in denen sie ursprünglich nicht heimisch ist: Seit den 1990er-Jahren ist eine Ausbreitung entlang der Donau nachgewiesen, 2004 sind erstmals Funde in deren deutschem Teil belegt. Im Einzugsgebiet des Rheins breiteten sich seit etwa 2008 zwei ursprünglich voneinander isolierte Populationen aus, eine vom niederländischen Rheindelta aus flussaufwärts, eine weitere über den Main-Donau-Kanal von der Donau kommend flussabwärts; sie trafen sich schließlich. Inzwischen ist die Schwarzmund-Grundel im gesamten Einzugsgebiet des Rheins inklusive dessen großer Nebenflüsse wie Main, Mosel, Lahn und Neckar nachgewiesen. Weitere Gewässer, in denen die Schwarzmund-Grundel als Neozoon inzwischen weit verbreitet ist, sind unter anderem Wolga, Trave, Oder und Eider.
 Im westdeutschen Kanalnetz ist die Schwarzmund-Grundel inzwischen die nach Zahl der Individuen häufigste Fischart.
Biologen haben 3 Routen ausgemacht, entlang derer die Schwarzmund-Grundel in Europa verschleppt wurde: Die nördliche Route führt von der Mündung der Wolga im Kaspischen Meer flussaufwärts und schließlich über den Wolga-Ostsee-Kanal bis an die östliche Ostseeküste. Die zentrale Route beginnt im Schwarzen Meer in der Ukraine an der Mündung des Dnepr, der flussaufwärts in Belarus über den Dnepr-Bug-Kanal mit der Bug und somit dem Gewässersystem der Weichsel verbunden ist. Die südliche Route verläuft über die Donau und den Main-Donau-Kanal zum Rhein. Die entlang dieser Wasserwege fahrenden Binnenfrachtschiffe wurden als Hauptauslöser der europäischen Grundelexpansion ausgemacht.
Bereits 1990 wurde die Schwarzmund-Grundel mittels Ballastwasser in die polnische Danziger Bucht eingeschleppt, wo sie sich bis Ende der 1990er-Jahre ausbreitete und schließlich um die Jahrtausendwende auch in der unteren Weichsel etabliert hatte. Vermutlich von der Danziger Bucht aus erfolgte die natürliche Ausbreitung westwärts entlang der Ostseeküste in Greifswalder Bodden, Pommerscher Bucht, Stettiner Haff und Fischland-Darß-Zingst. Vom Stettiner Haff aus besiedelte sie 2006 die Peene und 2013 die Oder. Auch ostwärts entlang der Ostseeküste breitet sich die Art weiter aus, und wurde inzwischen 2002 im Rigaischen und 2005 im Finnischen Meerbusen und auch an den Südküsten Schwedens nachgewiesen.
In einem separaten Prozess etablierte sich die Art ebenfalls als blinder Passagier des Ballastwassers auch weit westlich an der Nordsee, wo sie erstmals 2004 in der niederländischen Lek, einem Mündungsarm des Rheins, nachgewiesen wurde. 2008 hatte sie sich flussaufwärts bis in den deutschen Rhein bei Dormagen ausgebreitet.
Von der unteren Donau, wo sie bis etwa ins bulgarische Widin heimisch ist, breitete sie sich im Laufe der 1990er-Jahre stromaufwärts aus: 1997 wurde sie erstmals im serbischen Teil, 2000 im österreichischen Teil der Donau nachgewiesen. Im Jahr 2004 war sie in den deutschen Teil bis Straubing vorgedrungen. Über den Main-Donau-Kanal erreichte sie schließlich erst den Main, dann den Rhein: Etwa im Jahr 2008 trafen sich die aus der Donau stammenden und die über das Ballastwasser in die Niederlande eingeschleppten, flussaufwärts vordringenden Grundelpopulationen im Rhein. Inzwischen hat sie sich in dessen gesamten Gewässersystem, einschließlich seiner großen Nebenflüsse etabliert, etwa in Mosel und Neckar, und seit 2011 weit stromaufwärts im Schweizer Rhein, z. B. wurde sie 2012 zum ersten Mal am Hochrhein in Basel nachgewiesen.
2010 wurde die Schwarzmund-Grundel erstmals in Belgien nachgewiesen, wo sie unter anderem die Schelde besiedelt hat.
Phylogenetische Untersuchungen weisen darauf hin, dass sowohl die in der niederländisch-belgischen Nordsee als auch die in den nordamerikanischen Großen Seen verbreiteten Schwarzmund-Grundeln ursprünglich aus dem Mündungsdelta des Dnepr am Schwarzen Meer stammen. Daher wird der hier gelegene ukrainische Hafen von Cherson als Ursprungsort vermutet – hierbei ist es möglich, dass die Tiere direkt vom Schwarzen Meer an die europäischen Häfen gelangten, es ist jedoch auch möglich, dass sie indirekt aus den Großen Seen nach Europa rückverschleppt wurden. Andere wissenschaftliche Untersuchungen wiesen jedoch nach, dass die Schwarzmund-Grundeln in den Großen Seen aus verschiedenen Herkunftsorten stammen und eine große phylogenetische Diversität aufweisen.
Bereits 2001 wurde die Schwarzmund-Grundel auch im Ägäischen Meer der Türkei nachgewiesen.

## Lebensweise

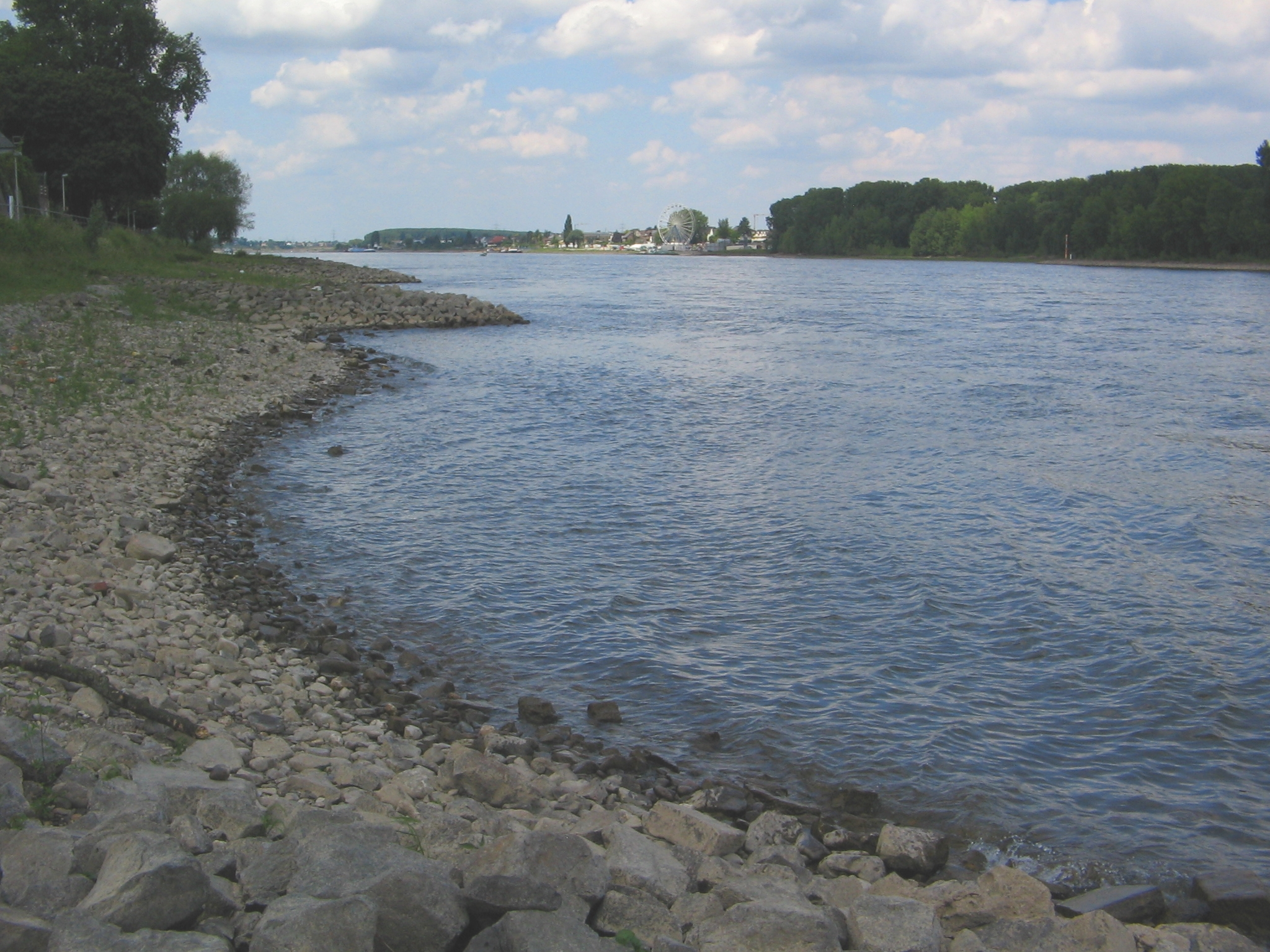
Mit groben Steinschüttungen befestigtes Rheinufer: idealer Lebensraum für die Schwarzmund-Grundel

Die Schwarzmund-Grundel ist kein guter Schwimmer. Sie hat keine Schwimmblase, lebt daher weitgehend bodennah und wagt sich im Regelfall nicht ins offene Freiwasser.
Jungtiere leben eher auf sandigem, adulte Tiere eher auf hartem, steinigen Gewässergrund. Es könnte sein, dass Jungtiere diesen Lebensraum gezielt aufsuchen, oder aber, dass die kleineren und schwächeren Jungtiere von den stärkeren adulten Schwarzmund-Grundeln dorthin verdrängt werden und sich mit einem suboptimalen Lebensraum begnügen müssen, bis sie groß genug sind, um sich zu behaupten. Die Schwarzmund-Grundel bevorzugt eher flachere Gewässerbereiche in Ufernähe bis etwa 3 Metern Tiefe. Nur bei hinreichend starkem innerartlichem Konkurrenzdruck besiedelt sie auch tiefere oder sandigere Bereiche. Im nordamerikanischen Eriesee, der von allen fünf der Großen Seen am stärksten von der Grundelinvasion betroffen ist, wurden Schwarzmund-Grundeln bis in eine Tiefe von 130 m nachgewiesen. Der Vorliebe der Schwarzmund-Grundel für steinigen Lebensraum wird oft durch menschengemachte Strukturen Vorschub geleistet, da in Mitteleuropa viele als Verkehrsadern genutzte große Ströme ebenso wie Kanäle an den Ufern in weiten Teilen mit groben Steinschüttungen befestigt sind.
Die Schwarzmund-Grundel ist durchaus kältetolerant, bevorzugt aber eher wärmere Habitate. Das Energieoptimum liegt bei einer Wassertemperatur von rund 26 °C. In kälteren Gewässern sind die Populationen deutlich kleiner als in wärmeren, der invasive Befall verläuft wesentlich langsamer und fragmentierter. Ein Beispiel hierfür ist in Nordamerika der Kontrast zwischen dem (kälteren) Oberen See mit geringer Grundelpopulation und dem (wärmeren) Eriesee mit extrem starkem Befall.
Eine relativ hohe Toleranz gegenüber Salzwasser ermöglicht der Schwarzmund-Grundel das Leben sowohl in Süß- als auch in Salzwasser. In der Ostsee mit ihrer geringen Salinität von 0,8 % konnte sich die Schwarzmund-Grundel entlang der Küsten fernab der Flussmündungen etablieren, während sie in der salzigeren Nordsee (Salinität von rund 3,5 %) auf die flussnahen Brackwasserbereiche beschränkt blieb. Nicht eindeutig geklärt ist, warum einige Populationen der Schwarzmund-Grundel in ihrer Ursprungsregion am Kaspischen Meer auch in Habitaten mit einer Salinität von über 4 % florieren können. Vermutlich ist die Schwarzmund-Grundel aber gegenüber dem im Kaspischen Meer zu findenden Calciumsulfat (CaSO4) toleranter als gegenüber dem in den Weltmeeren üblichen Natriumchlorid (NaCl).

### Ernährung
Als Jungtier frisst die Schwarzmund-Grundel Zooplankton an der Wasseroberfläche. Erwachsene Tiere ernähren sich vornehmlich von wirbellosen Kleintieren, wie beispielsweise Flohkrebsen oder im Wasser lebenden Insektenlarven, etwa der Zuckmücken und Eintagsfliegen. Auch Wasserschnecken und kleinere Muscheln, insbesondere die Wandermuschel, machen einen gewissen Teil ihres Nahrungsspektrums aus. Die harten Schalen dieser Tiere kann die Schwarzmund-Grundel mit ihren kräftigen Schlundzähnen aufbrechen.

#### Bedrohung für andere Fischarten
Das Fressverhalten der Schwarzmund-Grundel war Gegenstand zahlreicher Studien, die maßgeblich von der Sorge getrieben waren, sie könnte in neu besiedelten Gewässern als Laichräuber und Fressfeind von Jungfischen den Bestand heimischer Fischarten bedrohen. Diese Befürchtung lag nahe, da sich die Grundel bevorzugt in ufernahen Bereichen wie Steinschüttungen aufhält. Derartige Strukturen gelten als „Kinderstube“ zahlreicher Fischarten, die hier sowohl ablaichen als auch ihr Larven- und Jungfischstadium verbringen, weitestgehend geschützt vor Freiwasserräubern wie Barsch, Rapfen und Hecht. Die Präsenz von Schwarzmund-Grundeln ließ befürchten, dass Jungfischen nun auch in diesem vermeintlich geschützten Raum nachgestellt würde und sie somit überhaupt keine Gelegenheit mehr bekämen, ein fortpflanzungsfähiges Alter zu erreichen.
Das Bundesamt für Naturschutz wertete die Schwarzmund-Grundel 2010 als invasiven Neozoen, die Art wurde zusammen mit den anderen eingewanderten Grundelarten in die Schwarze Liste invasiver Arten aufgenommen. Befürchtet wurden Auswirkungen auf die heimische Biodiversität durch Konkurrenz mit heimischen Bodenfischen wie Mühlkoppe und Streber und starker Prädationsdruck auf wasserlebende Molluskenarten. Die mögliche Hybridisierung mit der Flussgrundel gilt hingegen als weniger problematisch, weil auch diese Art ein Neozoon ist.
Bei einer Studie aus dem Jahr 2011 wurde im tschechischen Donau-Nebenfluss Thaya, wo die Schwarzmund-Grundel seit 2008 als Neozoon nachgewiesen ist, der Mageninhalt von über 100 Schwarzmund-Grundeln untersucht. Entgegen anfänglichen Erwartungen wurden jedoch praktisch überhaupt keine Fischeier oder Jungfische im Magen der Tiere gefunden (weniger als 1 % der in den Mägen gefundenen Nahrung). Die untersuchten Tiere wurden im Mai und Juni entnommen, also dem Zeitraum, in dem die meisten Fischarten sich fortpflanzen und somit die Menge sowohl von Fischlaich als auch Jungfisch im Gewässer am größten ist. Trotz dieses Angebots ernährt sich die Schwarzmund-Grundel demnach auch zu dieser Zeit weiterhin fast ausschließlich von wirbellosen Kleintieren. Die Bedrohung der Schwarzmund-Grundel für andere Fischarten durch direkte Fressfeindschaft wird somit entgegen ersten Befürchtungen als gering eingestuft.

#### Nischenkonkurrenz mit anderen invasiven Grundelarten
Ihre bodennahe (benthische) Lebensweise, die Vorliebe für ufernahe Steinstrukturen und auch ihre Fress- und Fortpflanzungsgewohnheiten teilt sich die Schwarzmund-Grundel vor allen Dingen mit den anderen Grundel-Neozoen. Aus Sicht der Schwarzmund-Grundel sind somit nicht einheimische Fische, sondern die anderen invasiven Grundelarten die größte Konkurrenz. Zahlenmäßig ist die Schwarzmund-Grundel in allen mitteleuropäischen Gewässern der häufigste Grundel-Neozoon. Die Eroberung neuer Lebensräume scheint ihr noch besser zu gelingen als ihren Verwandten.

### Fortpflanzung

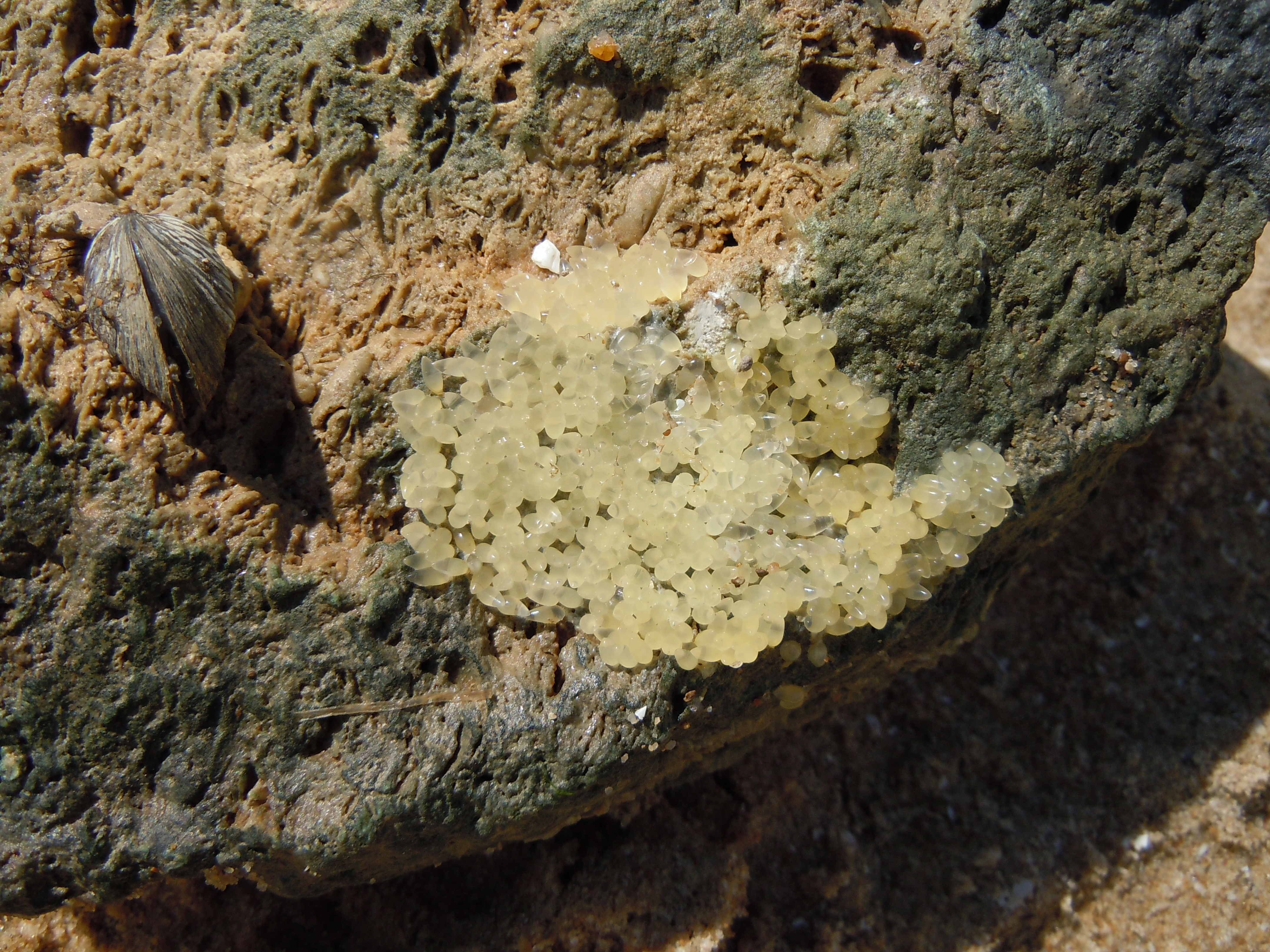
Gelege

Weibchen sind nach spätestens 3, Männchen nach spätestens 4 Jahren geschlechtsreif. In jeder Saison, die im Schnitt von April bis September dauert, laichen die Weibchen mehrfach ab, da sie alle 3 bis 4 Wochen neuen Laich gebildet haben. Das zu dieser Zeit tiefschwarz gefärbte Männchen baut einen Nistplatz, indem es mithilfe seiner Schwanzflosse den weichen Boden unterhalb eines Steins (oder einem anderen harten Objekt) freischaufelt, so dass eine Art Höhle entsteht. Dieser Vorgang dauert bis zu 10 Tage. Mithilfe von Pheromonen und akustischen Lautäußerungen werden anschließend Weibchen angelockt, die ihren Laich kopfüber an die Unterseite des Steines heften. In einer Nisthöhle laichen bis zu sechs Weibchen ab, insgesamt können bis zu 10.000 Eier pro Gelege vorkommen. Das Männchen bewacht das Gelege anschließend bis zum Schlüpfen der dann etwa 5 mm großen Larven, zusätzlich pflegt es die Eier, indem es regelmäßig frisches Wasser in die Höhle fächert. Es frisst während dieser Zeit nicht, greift allerdings Eindringlinge jedweder Größe mit hoher Aggressivität an, selbst Fischarten, die ihm selbst gefährlich werden können.
In Gebieten mit hohem Populations- und Konkurrenzdruck wurde ein interessantes Verhalten festgestellt. Einzelne Männchen bauen selbst keine Nisthöhlen und nehmen auch kein schwarzes Laichkleid an. Stattdessen folgen sie den Lockspuren zu den Nistplätzen anderer Männchen und verhalten sich dort wie Weibchen, um Zugang zur Nisthöhle zu bekommen. Dort versuchen sie, den bereits von echten Weibchen abgelegten Laich mit ihrer eigenen Milch zu befruchten und ziehen anschließend von dannen. Der eigentliche Erbauer des Nistplatzes bewacht anschließend die (teilweise oder komplett) nicht von ihm befruchteten Eier.

## Fressfeinde

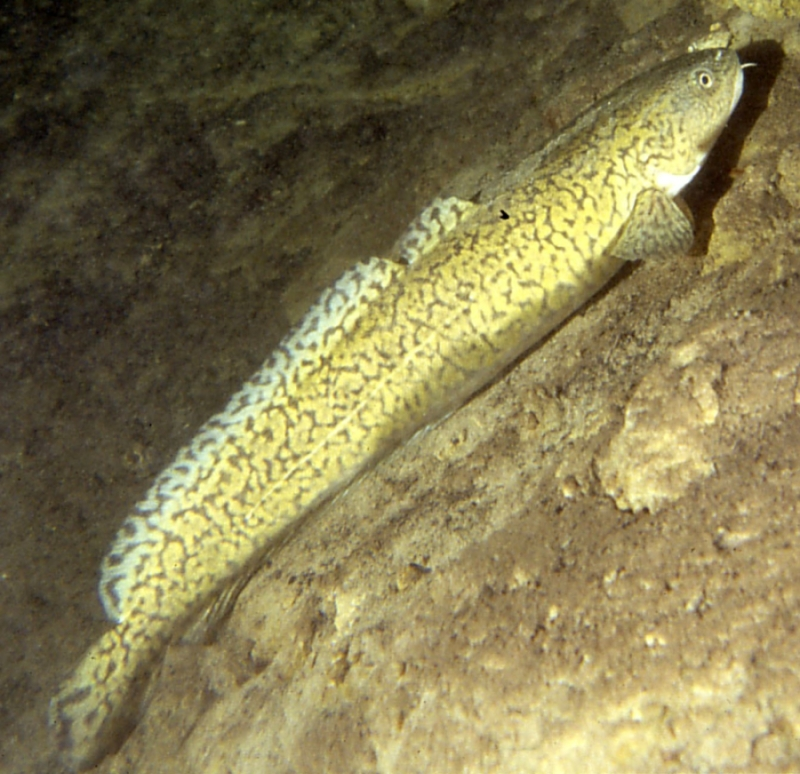
Die Quappe, einer der Profiteure der Grundel-Einwanderung

In den amerikanischen Großen Seen zählen Quappe, Schwarzbarsch, Amerikanischer Flussbarsch, Amerikanischer Seesaibling und Glasaugenbarsch zu den Fressfeinden der Schwarzmund-Grundel. Einige Raubfische, insbesondere aber die bodenlebende Quappe, haben vom Zuzug der Grundel sogar profitiert. Im Eriesee enden Rechenmodellen zufolge knapp zwei Drittel aller adulten Schwarzmund-Grundeln schließlich als Beute von Quappen. Die Quappe wächst hier zudem seit der Einwanderung der Schwarzmund-Grundel aufgrund des üppigen Nahrungsangebots deutlich schneller heran als in früheren Jahren. Ähnlich ergeht es dem Schwarzbarsch, der ebenfalls bevorzugt in flachem und steinigen Gewässerzonen auf Jagd geht und somit zahlreiche Grundeln erbeutet. Freiwasserräuber wie der Seesaibling dagegen erbeuten die Schwarzmund-Grundel nur gelegentlich und bejagen sie nicht gezielt. Mit Siegelring-Schwimmnatter und Ohrenscharbe gehören aber auch Wasserschlangen und Vögel zu den Fressfeinden der Schwarzmund-Grundel in Nordamerika.
In mitteleuropäischen Flüssen scheinen sich insbesondere die Raubfischarten Flussbarsch, Zander, Wels und Breitkopfaal zunehmend auf die Grundelarten als neuer Hauptbeute einzustellen. Deutsche Angler berichten, dass sich, etwa im Rhein und seinen Zuflüssen, Wels und Zander im Laufe der Jahre immer besser mit Schwarzmund-Grundeln als Köderfischen fangen lassen, und dass sich im Verdauungstrakt gefangener Raubfische oft zahlreiche tote Grundeln finden lassen. Ob die europäischen Quappen-Bestände in ähnlichem Maße von den Schwarzmund-Grundeln profitieren wie ihre amerikanischen Verwandten, ist noch ungeklärt.
Im Brackwasser der Ostsee ist es neben dem Flussbarsch auch der Kabeljau, der der Schwarzmund-Grundel nachstellt. Ebenso sind mit Graureiher und Kormoran fischjagende Vögel von Bedeutung, letzterer ist etwa in der Danziger Bucht der primäre Fressfeind der Schwarzmund-Grundel.

## Schwarzmund-Grundel und Mensch
In ihrer Heimat wird die Schwarzmund-Grundel kulinarisch genutzt.
In neuen Lebensräumen, einschließlich der großen deutschen Flüsse, ist das Verhältnis zwischen Anglern und Schwarzmund-Grundel oftmals problematisch. Häufig wird die Art als Plage empfunden, da ihr Vorkommen das Beangeln heimischer Fischarten wie Rotauge oder Brachse stark erschwert, da die Schwarzmund-Grundel aufgrund ihrer schieren Masse oft zuerst am Köder ist. Einerseits ist es nach den deutschen Landesfischereirechten verboten, maßige, nicht geschonte Fische zurückzusetzen, somit muss jede gefangene Grundel waidgerecht getötet und einer sinnvollen Verwendung zugeführt werden. Zudem wird vermehrt festgestellt, dass viele Angler gefangene Schwarzmund-Grundeln auch gar nicht zurücksetzen wollen, da sie durch ihre Tätigkeit eine gewisse Bestandskontrolle auszuüben glauben. Andererseits ist die Schwarzmund-Grundel in Mitteleuropa kulinarisch unbekannt und aufgrund ihrer geringen Körpergröße auch schwierig zu verwerten. Einzelne Grundeln lassen sich zwar als Köder für Raubfische wie Zander und Wels anglerisch weiterverwenden, dennoch übersteigt die Zahl der gefangenen Tiere oft den Bedarf des Anglers. Um dem Fang dieser Tiere einen anglerischen Sinn zu geben, versuchen Anglerverbände bis auf Behördenebene somit verstärkt, den Anglern die Grundel als Nahrungsmittel stärker anzupreisen, etwa durch die Verbreitung von Kochrezepten aus Osteuropa.